# Polemannia
Polemannia es un género de plantas  pertenecientes a la familia Apiaceae. Comprende 6 especies descritas.

## Taxonomía
El género fue descrito por Eckl. & Zeyh. y publicado en Enumeratio Plantarum Africae Australis Extratropicae 347. 1837. La especie tipo es: Polemannia grossulariifolia Eckl. & Zeyh.

## Especies
A continuación se brinda un listado de las especies del género Polemannia aceptadas hasta septiembre de 2012, ordenadas alfabéticamente. Para cada una se indica el nombre binomial seguido del autor, abreviado según las convenciones y usos.
- Polemannia grossulariifolia Eckl. & Zeyh.
- Polemannia hyacinthiflora Berg. ex Schlechtd.
- Polemannia marlothii H.Wolff
- Polemannia marlothii H.Wolff ex Engl.
- Polemannia montana Schltr. & H.Wolff
- Polemannia simplicior Hilliard & B.L.Burtt